# Halmos
Segons la mitologia grega, Halmos (grec antic: Ἅλμος) va ser un heroi, fill de Sísif i de Mèrope, i germà de Glauc, d'Ornició i de Tersandre.
Etèocles, rei d'Orcomen, el va obsequiar amb una part del seu territori, on va fundar la ciutat d'Halmones. Halmos va tenir dues filles, Crisògone (o Crisogenia) i Crisa. La primera va tenir amb Posidó un fill anomenat Crises. La segona, amb Ares, un fill, Flègias.